# Спілка аудиторів України
Спілка аудиторів України — всеукраїнська професійна громадська організація, яка об'єднує сертифікованих аудиторів України.
Спілка аудиторів України створена згідно із Законом України «Про аудиторську діяльність» прийнятого 22 квітня 1993 року.
Спілка аудиторів налічує у своїх лавах близько 1500 членів й має свої відділення у кожному обласному центрі. Вищим керівним органом всеукраїнської професійної громадської організації «Спілка аудиторів України» є з'їзд делегатів від територіальних відділень Спілки, який скликається раз на рік.
Постійно діючим керівним органом є Рада ВПГО САУ.
Президентом спілки є Бондар Валерій Петрович. Віце-президентами — Рубаненко Людмила Василівна та Хуторний Дмитро Володимирович.